# Abu Becre ibne Omar
Abu Becre, Abubacar, Abacar ou Abubequer ibne Omar (em árabe: أبو بكر بن عمر; romaniz.: Abu Bakr ibn/ben Omar), também chamado Abu Dardai, por vezes usado com o sufixo Assanhaji ou Alantuni (m. 1087) foi um chefe, general e rei almorávida originário da tribo berbere dos lantunas, da poderosa confederação dos sanhajas.
Em 1054, foi nomeado emir (príncipe) do sul de Marrocos e de Adrar, no deserto mauritano, e conquista a cidade de Audagoste ao império do Gana. Em 1056, Abedalá ibne Iacine nomeia-o comandante dos exércitos almorávidas e sucede como emir ao seu irmão Iáia ibne Omar Alantuni. Em 1057 apodera-se do Suz, no sul do que é hoje Marrocos. Em 1058, juntamente com ibne Iacine, conquista Agmate, a capital dos magrauas liderados por Lacute ibne Iúçufe. Pouco depois casa com a viúva do malogrado Lacute, a rica e influente Zainabe Nafzaua, que coloca a sua considerável riqueza à sua disposição.
Depois da morte de ibne Iacine em 1059, ibne Omar torna-se rei. Vence o emirado Berguata e envia um exército para norte sob o comando do seu primo Iúçufe ibne Taxufine, com quem partilha o seu império quando volta para a África Ocidental em 1061.
Em 1067, conquista Cumbi-Salé, a capital do Império do Gana, e impõe o Islão na região. Tolera a insubordinação de ibne Taxufine, que conquista o Alandalus e evita assim a desintegração do reino. Em 1070 funda Marraquexe, que passa a ser a sua capital em detrimento de Agmate. No ano seguinte volta definitivamente para o Saara em 1071. Zainabe casou então com Iúçufe ibne Taxufine.
Abu Baquir ibne Omar morre em novembro de 1087 ou em 1088, provavelmente na região de Tagant (sul da Mauritânia) ou no Senegal. Segundo a tradição oral, a morte deveu-se a uma seta envenenada disparada pelo rei sererê Amar Godomate.